# Mmm Yeah
«Mmm Yeah» - en español: «Mmm Si» - es una canción del intérprete de pop estadounidense Austin Mahone de su EP debut The Secret. Las canción cuenta con la colaboración vocal del rapero cubano-americano Pitbull. Mmm Yeah estuvo liberada en los Estados Unidos como descarga digital el 26 de enero de 2014. El coro usa los samples de la canción "Nu Nu" de Lidell Townsell. El sencillo alcanzó el puesto 49 en Billboard Hot 100. Fue presentada en los créditos finales de X-Men: días del futuro pasado.

## Composición
"Mmm Yeah" Es una canción de dance-pop qué contiene una producción de "swirling" , influencias de trompetas de funk, una percussion-heavy four on the flour electropop beat, e influencias de Chicago house, hip hop, y Latin music. Está escrito en la llave de Fa sostenido menor♭ . La pista usa samples del sencillo de Lidell Townsell  "Nu Nu", de 1992, especialmente en el coro. Líricamente, la canción habla de ser rehusado por una mujer atractiva que anda caminando por la calle:
Por solo un momento, vamos a hacer que esto tome su rumbo
Sé que lo sientes así porque es lo que te he querido decir
Podemos hacer lo que sea, lo que queramos
Si ella pasa por mi lado, solo le diré:  he he he
Así que dime de dónde eres, y a dónde quieres ir
Ella pasó por mi lado, sin decir ni una palabra
Me quedé allí como un buen hombre
Nena, no suelo sentir este tipo de cosas
Pero esto es algo diferente, escúchame porque me estoy sintiendo diferente.

## Videoclip
El "lyric video", dirigido por Rocco Valdes, Dan Techo y Tomás Whitmore, y fue liberado el 31 de enero de 2014, co apariciones especiales de Nash Grier, Cameron Dallas, Sam Pottorff, El Janoskians, Keira Knightley, Midnight Red, Stalker Sarah, King Bach, Teala Dunn, Madison Pettis, y Mahogany Lox. El lyric video estuvo nominado en el Video Music Awards de MTV del 2014 en la categoría -"Mejor Lyric Video".
El videoclip oficial fue liberado el 13 de marzo de 2014, con la participación de Pitbull. Fue dirigido por Gil Green, quién anteriormente había trabajado con Mahone para el videoclip de "Banga! Banga!" . Durante el vídeo, Mahone y Pitbull danzan con chicas en una habitación con un piso amueblado con gente hablando y un couch, un concepto- reminiscencia del videoclip de 1996 para "Virtual Insanity" de Jamiroquai. Este videoclip estuvo marcado en la plataforma digital Vevo el 3 de febrero de 2015 y es el segundo videoclip Austin Mahone certificado por Vevo .

## Desempeño comercial
"Mmm Yeah" debutó en elnúmero 60 en Billboard Hot 100 en la semana del 8 de febrero de 2014, y finalmente subió al número 49, siendo la canción de Mahone que trepa más alto en la lista de sencillos, superando a "What About Love". La canción también ha logrado el número 19 en el chart de Pop Songs de Billboard. El 16 de junio de 2014, "Mmm Yeah" fue el primer sencillo de Mahone en entrar al Austrlian Singles Chart, alcanzado el puesto 39. También logró el número 1 en los charts del Billboard Heatseeker Songs. El sencillo estuvo certificado oro cuando Mahone lo publicó en su cuenta de Twitter oficial el 6 de mayo de 2014.

## Listado de canciones
Descarga digital
| N.º | Title               | Duración          |
| --- | ------------------- | ----------------- |
| 1.  | "Mmm Yeah" (Charly) | 0:05(en progreso) |

| Official Remixes | Official Remixes                                     | Official Remixes |
| N.º              | Título                                               | Duración         |
| ---------------- | ---------------------------------------------------- | ---------------- |
| 1.               | "Mmm Yeah (Jump Smokers Radio Edit)" (feat. Pitbull) | 5:07             |
| 2.               | "Mmm Yeah (Jump Smokers Club Mix)" (feat. Pitbull)   | 5:30             |

## Desempeño comercial y certificaciones
Desempeño comercial (editar)
| Listas (2014)                                 | Posición más alta |
| --------------------------------------------- | ----------------- |
| Australia (ARIA)                              | 32                |
| Austria (Ö3 Austria Top 40)                   | 57                |
| Bélgica (Ultratip Flanders)                   | 28                |
| Bélgica (Ultratip Wallonia)                   | 12                |
| Canadá (Canadian Hot 100)                     | 36                |
| Finlandia (Suomen virallinen latauslista)     | 14                |
| Alemania (Official German Charts)             | 72                |
| Irlanda (IRMA)                                | 49                |
| Italia (FIMI)                                 | 49                |
| Países Bajos (Single Top 100)                 | 48                |
| Noruega (VG-lista)                            | 8                 |
| España (PROMUSICAE)                           | 35                |
| Suiza (Schweizer Hitparade)                   | 62                |
| Reino Unido Singles (Official Charts Company) | 34                |
| Estados Unidos Billboard Hot 100              | 49                |
| Estados Unidos Mainstream Top 40 (Billboard)  | 19                |
| Estados Unidos Top Heatseekers (Billboard)    | 1                 |

Certificaciones (editar)
| Región | Certificación | Unidades certificadas / Ventas |
| Transmisión | Transmisión   | Transmisión                    |
| --- | ------------- | ------------------------------ |
| Dinamarca ( IFPI Dinamarca )                                                                                                | Platino       | 2 600 000 ^                    |
| Estados Unidos ( RIAA ) | Oro           | 500 000 ^                      |
| Australia ( ARIA ) | Oro           | 35 000 ^                       |
| * Cifras de ventas basado en la certificación por sí solos ^ envíos de cifras sobre la base de la certificación por sí sola |               |                                |